# Parque nacional de Lukusuzi
El Parque nacional de Lukusuzi (en inglés: Lukusuzi National Park) está situado en el este de Valle de Luangwa, en Zambia, en el otro lado del río Luangwa cerca del más famoso Parque nacional de Luangwa del sur. Se encuentra entre el más pequeño parque nacional de Luambe (en la margen oriental del río) y el camino Chipata-Lundazi. Gran parte del parque se encuentra en una meseta conformada por crestas rocosas y valles escarpados. 
Es uno de los parques más remotos del país. Se encuentra en el valle de Luangwa. Fue declarado parque nacional en 1972.